# Drassodella aurostriata
Espèce
Drassodella aurostriata est une espèce d'araignées aranéomorphes de la famille des Gallieniellidae.

## Distribution
Cette espèce est endémique du Cap-Occidental en Afrique du Sud,. Elle se rencontre vers George.

## Description
Le mâle holotype mesure 6,24 mm et la femelle paratype 7,95 mm, les mâles mesurent de 5,46 à 6,76 mm et les femelles de 6,42 à 7,95 mm.

## Publication originale
- Mbo & Haddad, 2019 : A revision of the endemic South African long-jawed ground spider genus Drassodella Hewitt, 1916 (Araneae: Gallieniellidae). Zootaxa, no 4582(1), p. 1-62.